# Aragonita
L'aragonita és un mineral de la classe dels carbonats, una de les formes cristal·lines del carbonat de calci (CaCO₃) més comunes, juntament amb la calcita.

## Característiques
L'aragonita s'assembla molt a la calcita, però és més soluble en aigua; és per això que tendeix a transformar-se en calcita al llarg dels anys. L'aragonita també pertany a una sèrie isomorfa, això és, un grup de minerals que pertanyen a la mateixa classe i presenten la mateixa estructura cristal·lina, però la composició de la qual és diferent. És el membre principal del grup de l'aragonita, al qual dona nom. És el segon polimorf més comú de carbonat de calci natural (després de la calcita).
Segons la classificació de Nickel-Strunz, l'aragonita pertany a «05.AB: carbonats sense anions addicionals, sense H₂O, alcalinoterris (i altres M2+)» juntament amb els minerals següents: calcita, gaspeïta, magnesita, otavita, rodocrosita, siderita, smithsonita, esferocobaltita, ankerita, dolomita, kutnohorita, minrecordita, cerussita, estroncianita, witherita, vaterita, huntita, norsethita, alstonita, olekminskita, paralstonita, baritocalcita, carbocernaïta, benstonita i juangodoyita.

## Formació
L'aragonita es forma a partir d'aigües termals o guèisers, és a dir, aigües filtrades que han entrat en contacte amb roques molt calentes situades a gran profunditat i que han tornat a emergir a la superfície. Aquestes aigües incorporen ions dels minerals de les roques que troben al seu pas, entre aquests, el calci. A mesura que les aigües termals s'evaporen, el calci que contenen precipita i, quan entra en contacte amb l'aire, es combina amb l'oxigen i el diòxid de carboni formant els cristalls de l'aragonita.
L'aragonita pot trobar-se formant estalactites en coves. També pot localitzar-se en roques metamòrfiques o en roques sedimentàries dels fons oceànics, així com en els esquelets de molts organismes marins vius, com els mol·luscs o els coralls, o recentment fossilitzats. A més, és comuna en zones oxidades de jaciments metàl·lics.

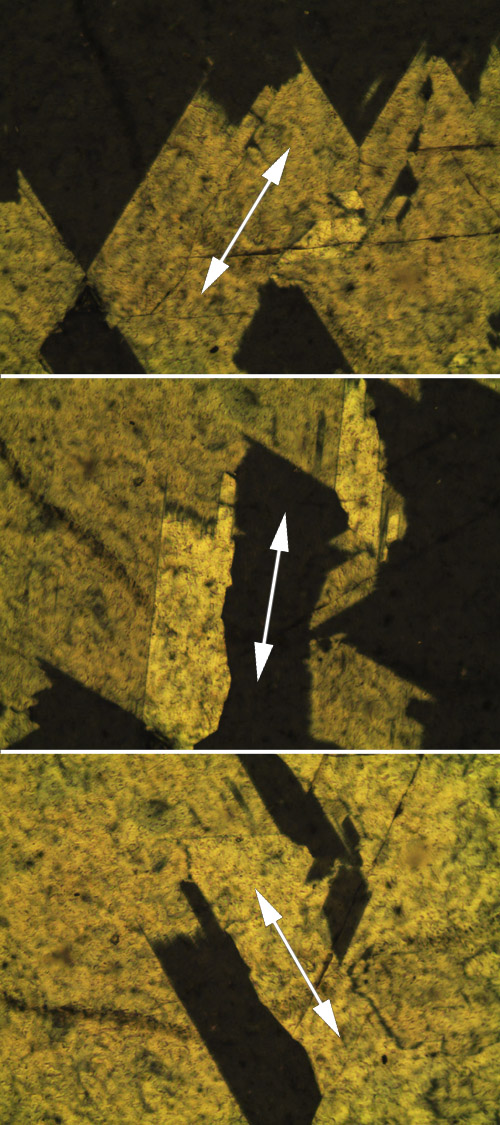
Vista amb el microscopi petrogràfic del centre de la usual macla triple de l'aragonita, en què s'evidencia que hi ha 3 orientacions cristal·logràfiques diferents

## Llocs on es troba
Els jaciments d'aragonita més importants es troben a l'estat espanyol, entre els quals destaquen el de la localitat de Luzón (Guadalajara), i els de Minglanilla, a Conca, on es troba en una gran varietat de colors. Poden trobar-se cristalls pseudohexagonals a Itàlia i Sicília, agregats en pinya al Marroc i varietats estalactítiques i coral·loides a Arizona, Chihuahua (Mèxic), França (de color blau), Àustria i Itàlia.
A Eslovàquia, hi ha una cova sencera formada d'aragonita, anomenada Ochtinská. Aquesta cova està declarada Patrimoni de la Humanitat per la Unesco i és una de les tres coves d'aragonita que s'han descobert en el món fins al moment.
Als Països Catalans, els jaciments més importants són a Bolbait (Canal de Navarrès), Cirat (Alt Millars), Mura (Bages), Sogorb i Soneixa (Alt Palancià) i Villargordo del Cabriol (Plana d'Utiel).

## Història
El nom aragonita el va proposar el mineralogista Abraham Gottlob Werner, que l'any 1788 va definir l'espècie mineral a partir d'uns exemplars procedents de Molina de Aragón, a Guadalajara, que ell va atribuir erròniament a Aragó. Els miners l'anomenaven flor de ferro perquè era freqüent trobar-ne als dipòsits d'aquest metall.

## Grup de l'aragonita
El grup de l'aragonita està compost per quatre carbonats ortoròmbics: l'aragonita, la cerussita, l'estroncianita i la witherita.

## Varietats
- Aragonita Satin Spar és el nom d'una varietat fibrosa d'aragonita emprada com a gemma, trobada a Crystal Lake Cave, Iowa, Estats Units.[4]
- Flos ferri, literalment 'flor de ferro', també coneguda com a aragonita coral·loide, és una varietat estalactítica originària de Styrian Erzberg, Estíria, Àustria.[5]
- Mossottita, o estronciaragonita, és una varietat que conté estronci, amb fórmula (Ca,Sr)CO₃.[6]
- Nicholsonita, o zincaragonita, és una varietat rica en zinc, originària de la mina Wolftone, Leadville, Colorado, Estats Units, i que també ha sigut localitzada al Tsumeb, Namíbia.[7]
- Tarnowitzite, o aragonita plúmbica, és una varietat que conté plom. Va ser anomenada així el 1841 per August Breithaupt, per la seva localitat tipus: Tarnowskie Góry, Alta Silèsia, Polònia.[8][9]